# Алі I Караманлі
Алі I Караманлі (*д/н — 1796) — 3-й паша Триполітанії з роду Караманлі у 1754—1793 роках.

## Життєпис
Син Мехмеда I, паши Триполі. Про дату народження та початок діяльності обмаль відомостей. Після смерті батька 1754 року успадкував владу, невдовзі визнаний пашою з боку дивану Османської імперії.
Невдовзі стикнувся з низкою заколотів та повстань, найнебезпечним з яких було в нахії Мансія і Сахел. Втім до 1758 року Алі Караманлі жорстоко придушив їх, стративши багатьох полонених. Намагався не надавати одному з військ переваги, сформувавши підрозділи яничар, албанців, арабів, християн-ренегатів. Також піклувався про власний флот, що забезпечував захист столиці. 
Разом з тим як й його попередники сприяв піратським рейдам, що суттєво наповнювали скарбницю. Для припинення нападів на свої судна європейські країни погодилися сплачувати щорічну данину, надсилати цінні подарунки паши, надавати озброєння, засоби для облаштування суден.
1767 року в Киренаїці та Триполітанії сталася епідемія чуми. У 1760—1770-х роках спрямовував флотилії на допомогу Османської імперії під час війн з Російською імперією. 
У 1784—1786 роках вона повторилася в більш значних масштабах. Смерть значної кількості населення завдало удару по демографії та економіці, внаслідок чого держава Караманлі опинилася в занепаді.
Погіршення еконмічної ситуації та посилення податкового тискуспричинило хвилювання. 1790 року було вбито офіційного спадкоємця Алі I — Хасан-бея. Тоді новим спадкоємцем став інший син — Ахмед-бей, якому передано під оруду військо. Проте ще один син — Юсуф — за підтримки арабського племені бану-нувейра повстав проти батька і брата. За цих обставин знать таємно звернулася до османського султана Селім III щодо призначення нового паши, але не з кола Караманлі.
1792 року Юсуф Караманлі зумів захопити Триполітанію, оголосивши себе пашою. 1793 року почав облоги Триполі, що залишилася під владою Алі I. В липні 1793 року з османським військом прибув Алі Бургул-паша, на бік якого перейшли сипахи і яничари. Алі I разом з синами втік до Тунісу.
У 1794 році Алі Бургул почав війну проти Хаммуди, бея Тунісу, що надав допомогу Караманлі. 20 січня 1795 року вдалося відвоювати Триполі. Алі Бургул-паша втік до Єгипту. Сам Алі I залишився у Тунісі, зрікшись влади на користь сина Ахмеда II. Помер Алі Караманлі у 1796 році.